# Castelbianco
Castelbianco (Castergiancu en  langue ligurienne) est une commune italienne de la province de Savone, dans la région Ligurie.

## Administration
| Période                                  | Période | Identité | Étiquette | Qualité |
| ---------------------------------------- | ------- | -------- | --------- | ------- |
|                                          |         |          |           |         |
| Les données manquantes sont à compléter. |         |          |           |         |

### Hameaux
Colletta, Oresine, Veravo, Vesallo, Teccio, Cianea.

### Communes limitrophes
Arnasco, Erli, Nasino, Onzo, Vendone, Zuccarello.